# Menlo (Washington)
Menlo es un área no incorporada ubicada en el condado de Pacific en el estado estadounidense de Washington.

## Geografía
Menlo se encuentra ubicado en las coordenadas 46°37′17″N 123°38′50″O / 46.62139, -123.64722.